# Piper PA-28
Die Piper PA-28 ist ein einmotoriges, viersitziges Leichtflugzeug des US-amerikanischen Flugzeugherstellers Piper Aircraft Corporation, welches als Schulungs- und Reiseflugzeug sowie für Lufttaxiunternehmen entwickelt wurde. Man spricht allgemein von der Piper-Cherokee-Serie oder PA-28-Familie.

## Geschichte
Die PA-28 ist der meistgebaute Flugzeugtyp der Firma Piper. Zudem gehört sie mit über 37.000 Exemplaren zu den meistgebauten Flugzeugen überhaupt. Der Erstflug des Grundmodells fand am 14. Januar 1960 statt. Die Piper PA-28 wird auch heute noch in den Versionen Archer (mehrere Varianten) und Arrow gebaut, versehen mit einem modernen Glascockpit des Typs Garmin G1000 oder G600. Der freitragende Tiefdecker in Vollaluminiumbauweise ist aufgrund seiner guten Flugeigenschaften in der Allgemeinen Luftfahrt sowohl in der Schulung als auch in der Vercharterung beliebt.
Die Piper PA-28 konkurriert vor allem mit der Cessna 172 und der Cirrus SR20/Cirrus SR22.

## Entwicklung
Piper begann mit der Entwicklung des neuen Musters als Ersatz für die erfolgreichen, aber alternden Modelle PA-22 TriPacer und PA-24 Comanche. Besonders wollte Piper auch ein Konkurrenzmodell zur zu dieser Zeit zunehmend beliebten Cessna 172 erfolgreich am Markt platzieren.

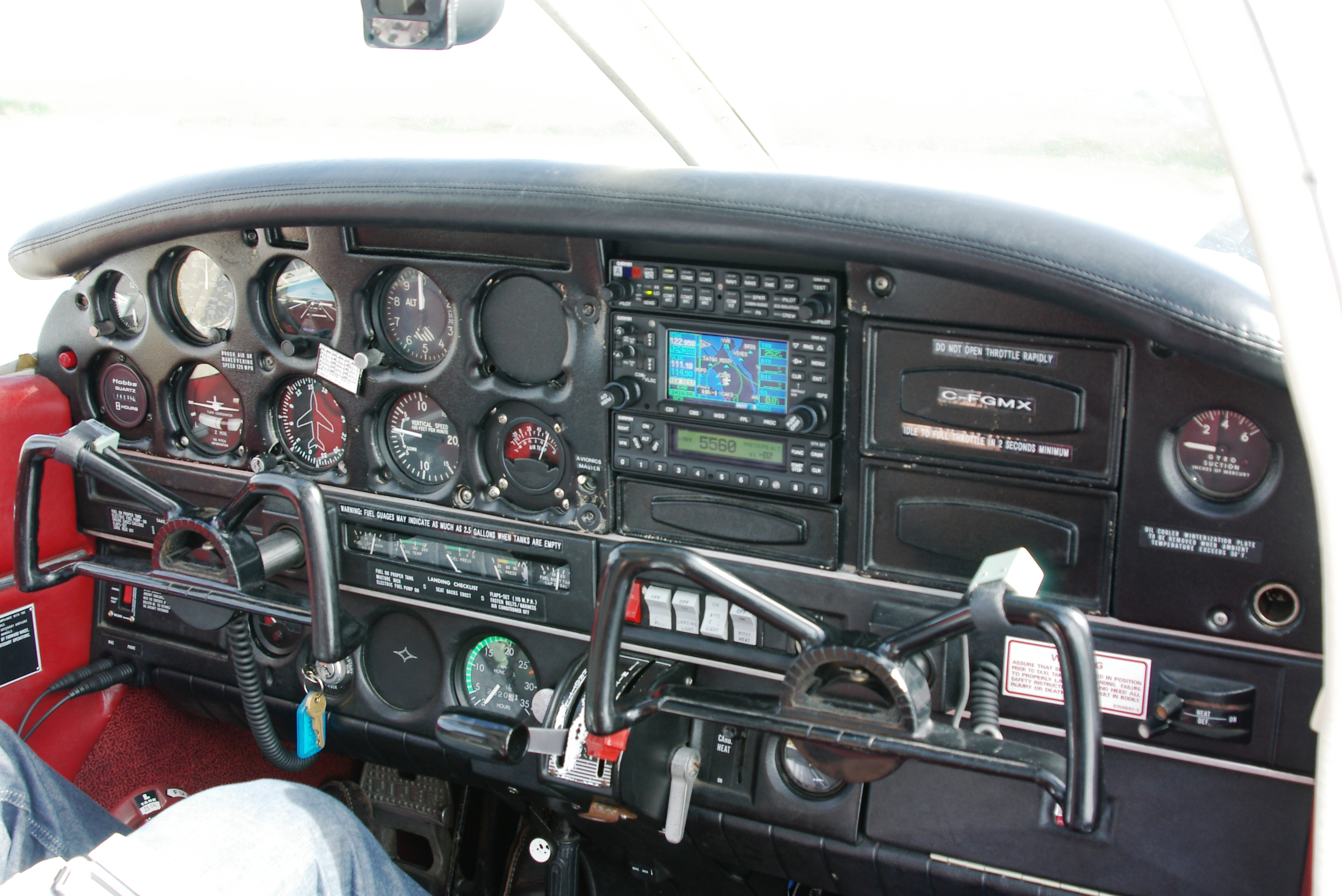
Cockpit einer Piper PA-28, Baujahr 1973

### PA-28 Cherokee

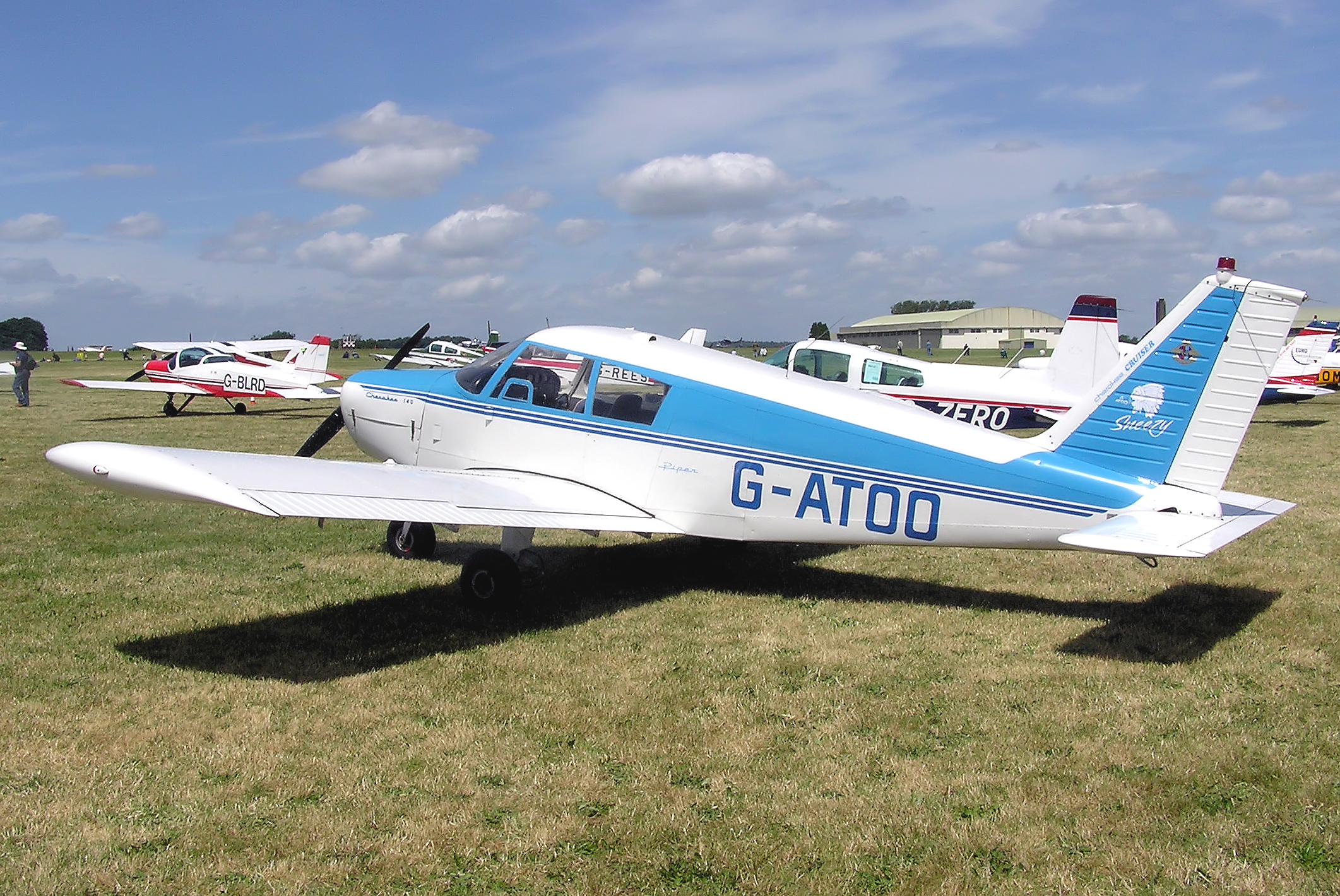
Piper PA-28-140 Cherokee Cruiser

Die neue Flugzeugentwicklung erhielt die Typenbezeichnung und den Namen Piper PA-28 Cherokee. So wurde die PA-28 von Karl Bergey, Fred Weick und John Throp entwickelt, gleichzeitig wurde Wert auf günstige Herstellungs- und Teilekosten gelegt. Ebenso sollten die Flugeigenschaften einfach gehalten werden, um das Flugzeug auch für Flugschulen interessant zu machen.
Die PA-24 Comanche und die PA-28, die den Namen „Cherokee“ erhielt, blieben weiterhin parallel in Produktion, bis die PA-24 1972 endgültig durch die PA-32R (mit einziehbarem Fahrwerk und stärkerem Triebwerk, aus PA-28 entwickelt) ersetzt wurde.
Genau wie die PA-24 Comanche ist die PA-28 Cherokee ein Tiefdecker in Metallbauweise. Die erste jemals gebaute Cherokee war eine PA-28-160, die von einem 160 PS (120 kW) Flugmotor angetrieben wurde und am 14. Januar 1960 ihren Erstflug vollzog. Die ersten Flugzeuge, welche in die Serienfertigung gingen, waren die Versionen PA-28-150 mit 150 PS und PA-28-160 mit einem 160-PS-Motor. Auslieferungen begannen im Februar 1961, nachdem die Verkehrszulassung erteilt worden war. 1962 wurde ein neues Modell mit 180 PS vorgestellt, die PA-28-180. Kurz darauf folgte die PA-28-235 („Cherokee 235“, „Charger“ oder „Pathfinder“) mit 235 PS im Jahre 1963. Dabei sollte die PA-28-235 als direktes Konkurrenzmodell zur Cessna 182 stehen. Die Schulungsversion mit zwei Sitzplätzen (später auch vier), als PA-28-140 (140 PS) bezeichnet, wurde 1964 eingeführt. Diese ersetzte Pipers früheres Schulungsmuster PA-22 Colt endgültig.

### PA-28 Warrior, Archer und Dakota
Während allen vorher genannten Versionen gemein ist, dass sie mit gerader Tragfläche („Hershey Bar Wing“) gebaut wurden, wurde in den 1970er Jahren bei vielen Modellen die modernere Flügelform (Semi-Tapered Wing) eingeführt. Diese Ausführung mit neu gestalteten, halb-verjüngten Tragflächen erhielt im Allgemeinen eine „1“ in der Modellbezeichnung. So wurde aus der PA-28-150 Cherokee die PA-28-151 Warrior, aus dieser wiederum 1977 die stärkere und weiter verbesserte PA-28-161 Warrior II und 1994 die PA-28-161 Warrior III.
Eine ähnliche Entwicklung vollzog sich bei der PA-28-180 Cherokee, aus der in den folgenden Jahren die PA-28-181 Archer I bis zu den immer noch produzierten Modellen Archer LX, DLX, DX und TX.
Aus der PA-28-235 wurde das Modell PA-28-236 Dakota.

### PA-28 Arrow
Im Jahre 1967 wurde dann mit der PA-28R-180 Arrow eine erste Version mit Einziehfahrwerk und Verstellpropeller auf den Markt gebracht. Es folgten die PA-28R-200 Arrow (200 PS-Motor), die PA-28R-200 Arrow II (gestreckte Version), die PA-28R-201 Arrow III (u. a. mit einem neu entwickelten T-Leitwerk), die PA-28R-201T Turbo Arrow III (mit aufgeladenem Motor), PA-28RT-201 Arrow IV und PA-28RT-201 Turbo Arrow IV.

### Weitere Varianten
Bei der PA-28-201T Turbo Dakota handelt es sich um eine turbogeladene Version der Dakota, bei der PA-28R-300 Pillán um eine militärische Trainervariante, die für ENAER in Chile entwickelt wurde.

### PA-32
Eine größere Version der Piper PA-28 ist die Piper PA-32 „Cherokee Six“ (mit sechs Sitzplätzen) aus welcher wiederum die PA-32R „Saratoga“ abgeleitet wurde. Diese Version wurde bis 2009 gebaut, unter anderem mit einem modernen Glascockpit.
| Modell                      | Baujahre  | Besonderheiten                                                                        | gebaute Modelle |
| --------------------------- | --------- | ------------------------------------------------------------------------------------- | --------------- |
| PA-28-150 Cherokee          | 1961–1967 |                                                                                       | 4.377           |
| PA-28-160 Cherokee          | 1960–1967 |                                                                                       |                 |
| PA-28-180 Cherokee          | 1962–1972 |                                                                                       |                 |
| PA-28-140 Cherokee          | 1964–1977 |                                                                                       |                 |
| PA-28-235 Cherokee          | 1963–1977 |                                                                                       | ca. 3.000       |
| PA-28-151 Warrior           | 1974–1977 |                                                                                       | 1.898           |
| PA-28-161 Warrior II        | 1977–1995 |                                                                                       |                 |
| PA-28-161 Warrior III       | 1995–2017 |                                                                                       |                 |
| PA-28-181 Archer            | 1973–1974 |                                                                                       |                 |
| PA-28-181 Archer II         | 1976–1994 |                                                                                       |                 |
| PA-28-181 Archer III        | 1995–2010 |                                                                                       |                 |
| PA-28-181 Archer LX         | seit 2010 |                                                                                       |                 |
| PA-28-181 Archer TX         | seit 2014 |                                                                                       |                 |
| PA-28-236 Dakota            | 1979–1994 |                                                                                       |                 |
| PA-28R-180 Arrow            | 1967–1971 |                                                                                       | 1.156           |
| PA-28R-200 Arrow            | 1969–1976 |                                                                                       | 2.628           |
| PA-28R-200 Arrow II         | 1972–1976 |                                                                                       |                 |
| PA-28R-201 Arrow III        | 1977–1979 |                                                                                       |                 |
| PA-28R-201T Turbo Arrow III | 1977–1979 |                                                                                       |                 |
| PA-28RT-201 Turbo Arrow IV  | 1979–1992 |                                                                                       |                 |
| PA-28RT-201T Turbo Arrow IV | 1979–1992 |                                                                                       |                 |
| PA-28-201T Turbo Dakota     | 1979–1980 |                                                                                       | 91              |
| PA-28R-300 Pillán           | 1984–1991 | Prototyp 1981 von Piper entwickelt (2 Stück) und ab 1984 als ENAER R-35 Pillán gebaut | 154             |

### New Piper Aircraft
Die ursprüngliche Piper Aircraft Company ging 1991 in die Insolvenz. So wurde 1995 die „The New Piper Aircraft“ gegründet, welche wiederum 2006 den alten Namen Piper Aircraft bekam. Heute wird vor allem das Modell Archer III vermarktet, welches als Schulungs- und Reiseflugzeug angeboten wird.

## Flugleistungen

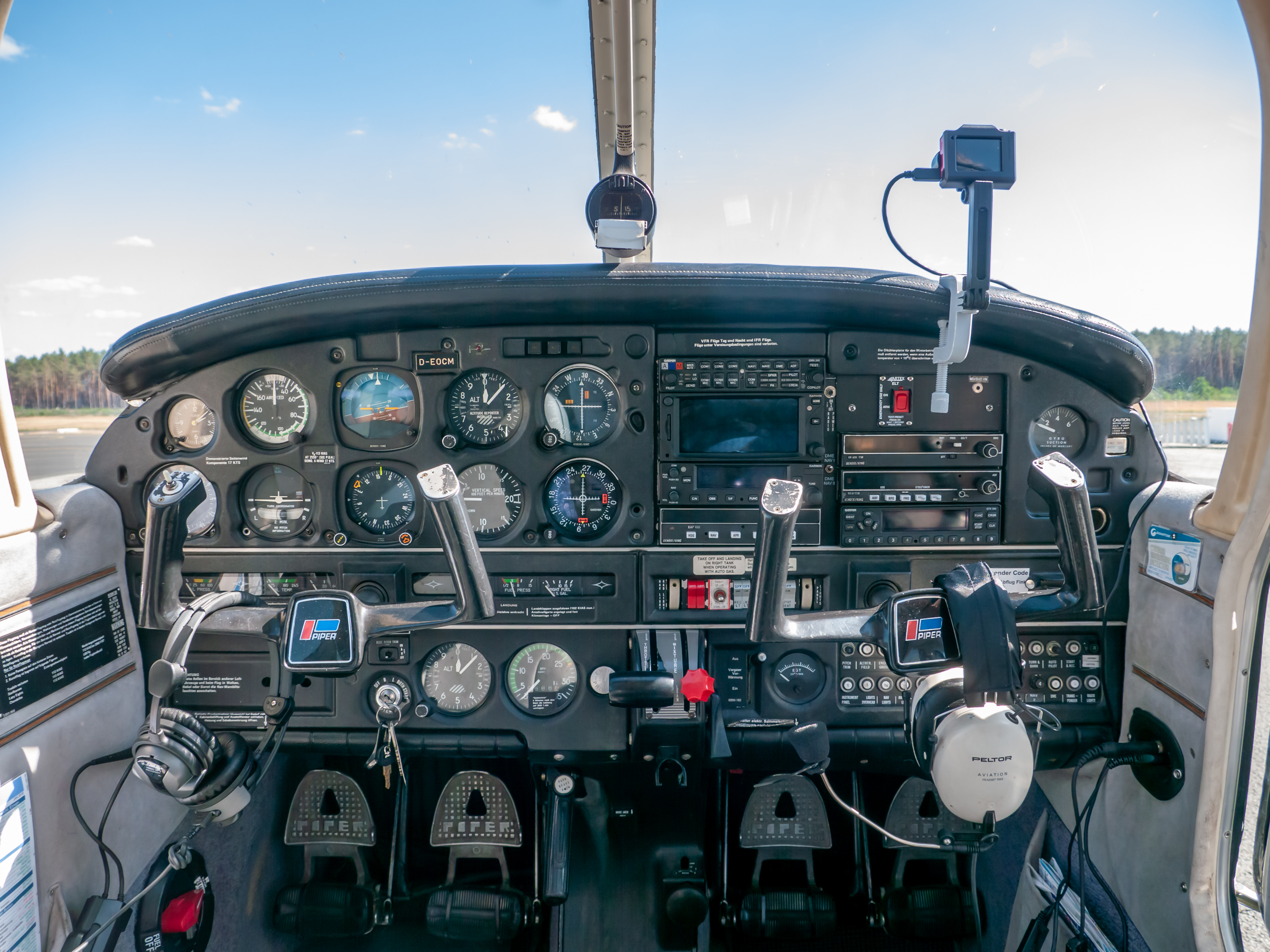
Cockpit einer Archer II

Die Flugleistungen der einzelnen Versionen der PA-28 sind abhängig von der Motorisierung, die je nach Version von 140 PS (103 kW) bis 235 PS (173 kW) reicht. Die PA-28 kann in den stärkeren Varianten vier Personen und Gepäck mit vollen Tanks befördern, dies unter Einhaltung des Höchstabfluggewichts, die Reichweite ist somit dadurch nicht begrenzt, wie bei anderen Leichtflugzeugen üblich. Die Einhaltung der korrekten Gewichtsverteilung ist jedoch wie bei allen Luftfahrzeugen sehr wichtig.
Die stärkeren Versionen erreichen Reisegeschwindigkeiten von 100 bis 140 kn (180 bis 260 km/h) TAS. Bei einem Verbrauch von ca. 30–45 Litern pro Stunde erreichen die Flugzeuge Flugzeiten von bis zu 5 Stunden bei 30 Minuten Reserve.

## Versionen
Die Zahl nach der Typenbezeichnung steht im Allgemeinen für die Leistung des Flugmotors in PS.
PA-28 Arrow Versionen I, II, III und IV haben ein Einziehfahrwerk und Constant-Speed-Propeller.

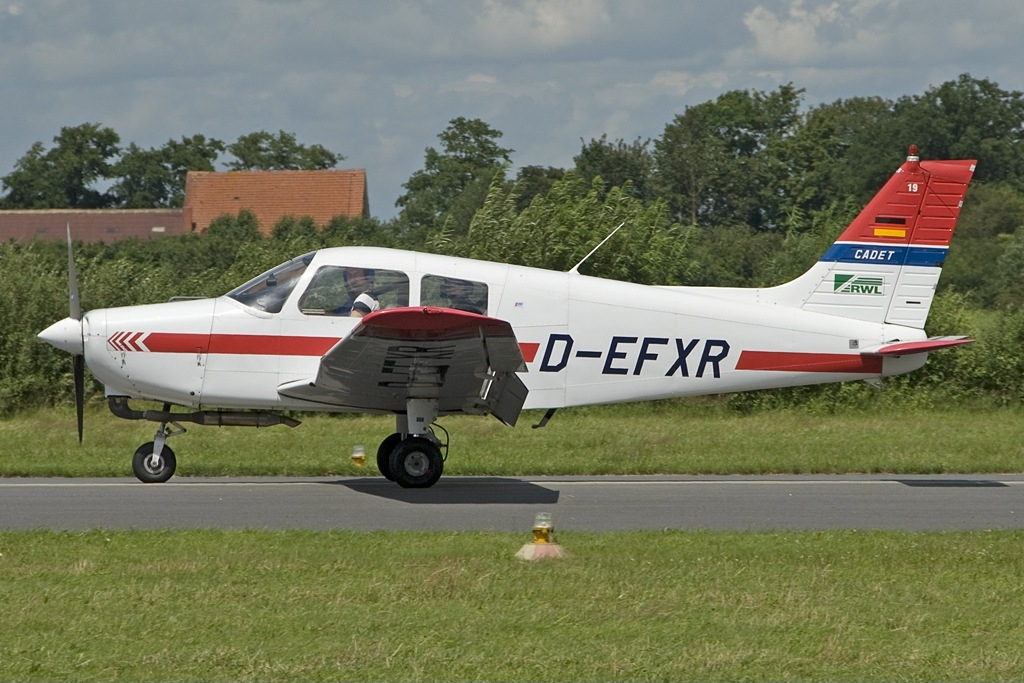
Piper PA-28-161 Cadet am Flugplatz Leer-Papenburg

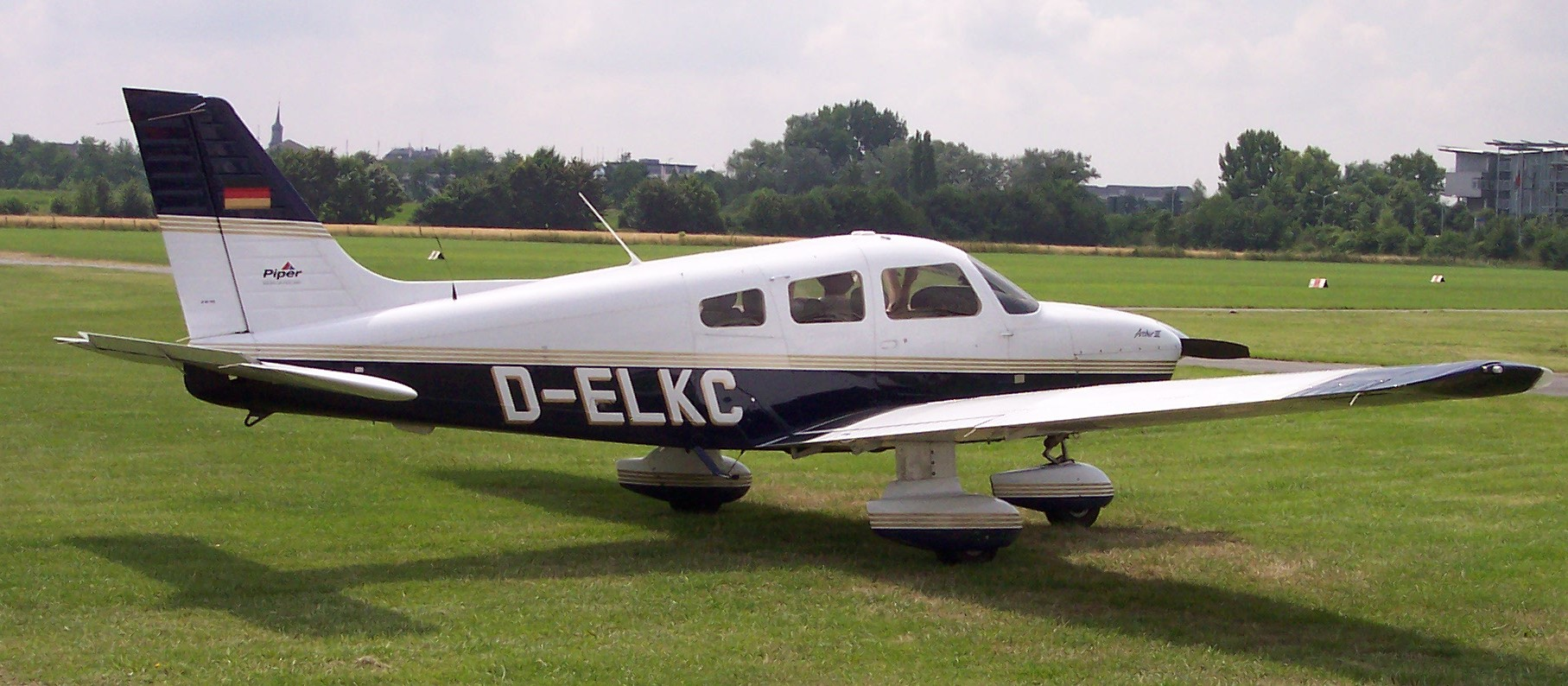
Piper PA-28-181 Archer III am Flugplatz Hamm-Lippewiesen

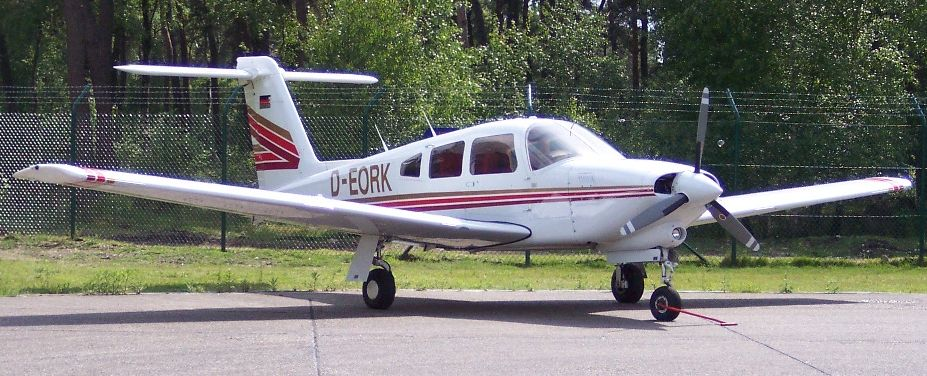
Piper PA-28RT-201T Turbo Arrow IV mit Einziehfahrwerk

Versionen mit starrem Fahrwerk:
PA-28-140 Cherokee xs, PA-28-140 Cherokee Flite Liner, PA-28-140 Cherokee CruiserZweisitzige Version mit 103 kW, als Schulflugzeug entwickelt.
PA-28-150 Cherokee, PA-28-151 Cherokee WarriorViersitzige Version mit 150 PS (110 kW)
PA-28-160 Cherokee, PA-28-161 Cadet, PA-28-161 Warrior II, PA-28-161 Warrior IIIVerbesserte Version der PA-28-150/1, angetrieben von einem Avco Lycoming O-320-D3G Triebwerk.
PA-28-180 Cherokee Archer, PA-28-181 Archer II, PA-28-181 Archer IIIGrößere Version der Warrior, angetrieben von einem Avco Lycoming O-360-A4M mit 180 PS (132 kW), hauptsächlich als Reiseflugzeug entwickelt, bietet vier Personen mit Gepäck Platz, ohne die Reichweite einzuschränken.
PA-28-235 Cherokee Pathfinder, PA-28-235 Cherokee Charger, PA-28-236 Dakota, PA-28-201T Turbo DakotaStärker motorisierte Version der PA-28-180/1 Archer mit 235 PS und Constant-Speed-Propeller, bzw. Turbo Dakota mit 200 PS.
Versionen mit Einziehfahrwerk:
PA-28R-180 Cherokee Arrow, PA-28R-200 Cherokee Arrow II, PA-28R-201 Cherokee Arrow IIIWeiterentwicklungen der PA-28-181 Archer mit Einziehfahrwerk und 180, bzw. 200 PS, als Reiseflugzeug entwickelt.
PA-28R-201T Turbo Arrow IIIWeiterentwicklung der Arrow III mit Turbolader.
PA-28RT-201 Arrow IV, PA-28RT-201T Turbo Arrow IVWeiterentwicklung der Arrow III mit T-Leitwerk, mit oder ohne Turbolader.
PA-28R-300 PillanMilitärisches Schulflugzeug, aus PA-28R-201T Turbo Arrow II entwickelt.
In Brasilien entstanden bei Embraer folgende PA-28-Versionen:
- EMB-710 Carioca – Lizenz der PA-28-235 Pathfinder
- EMB-711 Corisco – Lizenz der PA-28RT-201 Arrow
- EMB-712 Tubi – Lizenz der PA-28-181 Archer II

## Technische Daten

Dreiseitenriss

| Kenngröße             | PA-28-161 Warrior III                               | PA-28-181 Archer III                                | PA-28R-201 Arrow III                                  |
| --------------------- | --------------------------------------------------- | --------------------------------------------------- | ----------------------------------------------------- |
| Besatzung             | 1                                                   | 1                                                   | 1                                                     |
| Passagiere            | 3                                                   | 3                                                   | 3                                                     |
| Länge                 | 7,3 m                                               | 7,32 m                                              | 7,52 m                                                |
| Spannweite            | 10,7 m                                              | 10,8 m                                              | 10,8 m                                                |
| Höhe                  | 2,2 m                                               | 2,2 m                                               | 2,39 m                                                |
| Flügelfläche          | 15,79 m²                                            | 16 m²                                               | 16 m²                                                 |
| Flügelstreckung       | 7,25                                                | 7,29                                                | 7,29                                                  |
| Nutzlast              | 411 kg                                              | 395 kg                                              | 520 kg                                                |
| Leermasse             | 701 kg                                              | 767 kg                                              | 727 kg                                                |
| max. Startmasse       | 1107 kg                                             | 1157 kg                                             | 1247 kg                                               |
| max. Landemasse       | 1107 kg                                             | 1157 kg                                             | 1247 kg                                               |
| Reisegeschwindigkeit  | 213 km/h                                            | 237 km/h                                            | 289 km/h                                              |
| Höchstgeschwindigkeit | 217 km/h                                            | 246 km/h                                            | 330 km/h                                              |
| Dienstgipfelhöhe      | 3353 m                                              | 4298 m                                              | 4600 m                                                |
| Reichweite            | 950 km                                              | 1600 km                                             | 1800 km                                               |
| Triebwerke            | ein Avco Lycoming O-320-D3G mit 160 PS (ca. 120 kW) | ein Avco Lycoming O-360-A4M mit 180 PS (ca. 130 kW) | ein Avco Lycoming IO-360-CIC6 mit 200 PS (ca. 150 kW) |

## Trivia
Am 4. Dezember 2008 wurde im Kreidesee Hemmoor eine Piper PA-28 kontrolliert versenkt. Sie gehörte ehemals Alan Shepard und konnte seitdem in einer Tiefe von knapp 10 m betaucht werden. 2020 sackte die Piper ab und es brach dabei ein Tragwerk ab. Die Piper wurde im Rahmen einer Tauchaktion auf knapp 50 m Tiefe verlegt.
In dem Roman Unter den Flügeln der Engel von Patrick-Philippe Christian Seifert fliegt der 16-jährige David mit einer PA-28-151 „Cherokee Warrior“ um die Welt.